# Gerard J. M. van den Aardweg
Gerard J. M. van den Aardweg (* 1936 in Haarlem, oft Gerard J. van den Aardweg) ist ein niederländischer Psychologe und Psychoanalytiker, der sich vor allem mit Homosexualität beschäftigt.

## Leben und Werk
Aardweg studierte von 1955 bis 1961 an der Universität Leiden Psychologie und erlangte an der Universität von Amsterdam 1967 den philosophischen Doktorgrad in Psychologie mit einer Arbeit über Homosexualität und Neurosen. Seit 1963 arbeitet er als Psychotherapeut mit eigener Praxis in Amsterdam, ist spezialisiert auf Neopsychoanalyse sowie die Behandlung von Homosexualität und Eheproblemen. Für das niederländische Justizministerium behandelte er von 1965 bis 1976 Strafgefangene.
Er hielt Vorlesungen – vorwiegend zum Thema Homosexualität – an verschiedenen Universitäten in den Vereinigten Staaten, Kanada, Brasilien und Deutschland. 1977 war er als Gastprofessor für Psychotherapie an der Päpstlichen  Katholischen Universität von Campinas im Bundesstaat São Paulo tätig. Von 1990 bis 1994 lehrte er am Internationalen Akademischen MEDO-Institut für Studien über Ehe und Familie in der Augustiner-Abtei Rolduc in Kerkrade. Er ist am Philosophisch-Theologischen Institut im Bistum von Haarlem als Dozent beschäftigt. Er ist Mitglied des wissenschaftlichen Beirats von NARTH und von LEO – Gesellschaft für Lebensorientierung e. V. sowie im Gremium des neuen Empirical Journal of Same-Sex Sexual Behavior von Paul Cameron. Er nahm an verschiedenen Konferenzen von Exodus International (Kalifornien 1992, Deutschland, Niederlande, Frankreich) sowie an Kongressen und Veranstaltungen der Lebensrechtsbewegung (Human Life International in den Niederlanden 1995, Irland 1997, Minneapolis 1997, Houston 1998, Österreichische Bischofskonferenz 1993 etc.) teil. Gordon Urquhart rechnet ihn zum engeren Umfeld des Opus Dei, an dessen Aktivitäten er sich europaweit beteiligt.
Aardweg veröffentlichte zahlreiche Arbeiten und Bücher zu psychologischen und psychotherapeutischen Themen. Sein Werk Das Drama des gewöhnlichen Homosexuellen ist in konservativen – insbesondere konservativ-katholischen und evangelikalen – Kreisen ein beliebtes Werk über Homosexualität. Die Ökumenische Arbeitsgruppe Homosexuelle und Kirche (HuK), die sich mit dem Thema Homosexualität und Kirche in Deutschland auseinandersetzt, verweist auf die ihrer Ansicht nach lückenhafte Literaturliste, die seiner Arbeit zu Grunde liege. Von der Fachwelt wird es mehrheitlich ignoriert.
Von 1980 bis 1990 war er Teilredakteur der niederländischen Ausgabe des internationalen katholischen Tagebuchs Communio.
Aardweg ist römisch-katholisch, verheiratet, hat sieben Kinder und lebt in Aerdenhout. Er ist nicht mit dem im Vereinigten Königreich arbeitenden Radiologen Gerard J. M. J. van den Aardweg und dem in der Abteilung für Pulmologie an der Universität Leiden arbeitenden Mediziner Joost G. van den Aardweg identisch.

## Ansichten über Homosexualität und homosexuelle Menschen
Sein 1985 veröffentlichtes Buch Das Drama des gewöhnlichen Homosexuellen basiert auf fast 20-jähriger Arbeit mit etwa 200 „homosexuellen Männern“ und 25 „lesbischen Frauen“ aus seiner psychologischen Praxis. Den möglichen Einwand, dass er nur eine bestimmte Gruppe von Homosexuellen kennt, lehnt er explizit ab und meint, dass sein postulierter Selbstmitleidsmechanismus bei vielen Homosexuellen nachgeprüft worden wäre, auch bei jenen, die keine Veränderung wollen. Er ist sich daher „sicher, dass diese Theorie für jeden Typ des homosexuellen Menschen gilt, ungeachtet seines soziologischen oder psychologischen Hintergrundes“. Auch den möglichen Einwand, dass dies eine Folge gesellschaftlicher Diskriminierung sei, weist er, so real diese auch sein mag, zurück. Sein 1996 veröffentlichtes Buch Selbsttherapie von Homosexualität basiert auf der Arbeit mit 300 homosexuellen Männern.
Seine Theorien sind eine Weiterführung der Arbeiten des niederländischen Psychiaters Johan Leonard Arndt und dessen Lehrers Wilhelm Stekel sowie Alfred Adlers. Weiter binden sie Beobachtungen und viele theoretische Konzepte von Marcel Eck (1966), E. Bergler (1957), Charles Socarides (1968) und L. J. Hatterer (1970) ein.
Entgegen der Meinung führender Fachleute und Organisationen ist Aardweg seit Beginn seiner Arbeit in den 1960er Jahren der Meinung, dass homosexuelle Menschen an „neurotischem Selbstmitleid“ leiden und das homosexuelle Empfinden Ausdruck dieses in der Kindheit verwurzelten Selbstmitleids sei. Der Homosexuelle pflege dieses Selbstmitleid nicht willentlich oder bewusst, sondern aus Zwang – gegen seinen Willen. Es sei ihm bewusst, dass die sich selbst akzeptierenden Betroffenen dies nicht gerne hörten, und er sieht sie als erbitterte Gegner jedes Versuchs „objektiver Analyse und kritischer Selbsterforschung“. Homosexuelle, die einen anderen Rat suchen, werden seiner Meinung nach nicht notwendigerweise über seine Ansichten verletzt sein und „auf jeder Stufe fortschreitender (Selbst-)Erkenntnis“ Unterstützung finden. Er sieht in der Verbreitung seiner Theorie und dem Abbau „althergebrachter und moderner Vorurteile“ einen Beitrag zu einer „verantwortlichen und ausgewogenen Haltung der Öffentlichkeit gegenüber dem Phänomen der Homosexualität sowie dem homosexuellen Menschen“ und ist der Meinung, dass sie sich wie gute Eltern gegenüber einem schwierigen Kind verhalten sollte. Homosexualität ist für ihn ein pathologischer Zustand und ein etwas irreführender Terminus, denn es sei das am deutlichsten hervortretende Symptom einer Neurose. Für Aardweg sind die Ähnlichkeiten zu anderen Neurotikern wie etwa Angstneurotikern, neurotisch Depressiven, Zwangsneurotikern und anderen viel größer als die Unterschiede und die Öffentlichkeit solle sich dementsprechend verhalten. Es sei aber nicht die gesamte Gefühlswelt des Homosexuellen krank. Er unterscheidet zwischen dem „normalen, erwachsenen Teil der Persönlichkeit“ und dem „infantilen Ich“. Der homosexuelle Mensch besitzt seiner Meinung nach eine Doppelpersönlichkeit.
Im Gegensatz zu anderen Therapeuten fokussiert er nicht auf äußeres Verhalten, sondern auf Gefühle. So hält er den Begriff Homophilie für treffender, beugt sich aber der weiten Verbreitung des Ausdrucks Homosexualität. Er sieht darin auch einen Vorteil, den seiner Meinung nach unschönen Gebrauch des Substantivs der Homophile an Stelle von der Homosexuelle zu vermeiden. Durch die Fokussierung auf die Gefühle ist er auch der Meinung, dass „nicht alle sexuellen Kontakte oder Manipulationen mit Mitgliedern des gleichen Geschlechts im eigentlichen Sinn des Wortes homosexueller Natur sein müssen“, wie etwa Masturbation unter Jungen oder rituelle Sexualkontakte in nicht-westlichen Kulturen. „Homosexuell“ definiert er als Neigung zu Mitgliedern des eigenen Geschlechts mit gleichzeitiger Verminderung des erotischen Interesses am anderen Geschlecht. Er unterscheidet auch zwischen „passagerer (vorübergehender) Homosexualität“, insbesondere in der Pubertät als Entwicklungsstufe zur „vollwertigen und psychisch reifen“ Heterosexualität, sowie „chronischer Homosexualität“. Jugendliche, für die Homosexualität eine von vielen Möglichkeiten sexueller Befriedigung darstellt, sind seiner Ansicht nach durch Propaganda verwirrt. Es gibt seiner Ansicht nach auch die milde Form einer vorübergehenden „echten Homosexualität“, und seine Theorie gilt auch für leichteste Fälle homosexueller Wünsche, wenn damit eine Verminderung heterosexuellen Interesses auftritt. Eine Unterscheidung zwischen Kern- und Randhomosexualität hält er für wenig sinnvoll, da er eine Verschiedenheit homosexueller Menschen in ihren Wünschen und ihrem Verhalten, sei es sexueller oder optischer Natur, anerkennt und es nicht für möglich hält, zu definieren, welcher der unbehandelbare Kernhomosexuelle sei. Das Konzept einer latenten Homosexualität, die nicht direkt unbewusst sei, bei der man aber selbst lange Zeit nicht die Bedeutung der homoerotisch gefärbten Interessen erkenne, bezieht er in seine Definition von Homosexualität mit ein, da es um Gefühle gehe. Bisexuelle haben seiner Meinung nach immer eine schwache heterosexuelle Neigung. Es sind für ihn homosexuelle Menschen mit mehr oder weniger stark ausgeprägten, rudimentären oder unreifen heterosexuellen Zügen und in der Mehrzahl auf der Kinsey-Skala unter „ausschließlich homosexuell“ einzustufen. Die seiner Meinung nach wenigen Männer und Frauen mit homosexueller Neigung, die auch starke heterosexuelle Gefühle empfinden können, könnten dies jedoch nie gleichzeitig, sondern nur in abwechselnden Phasen und selbst dort erweise sich bei genauerer Betrachtung die Heterosexualität als abgeschwächt und wenig dauerhaft. Die Theorie, dass jeder Mensch eine angeborene bisexuelle Anlage hätte, die sich nach bestimmten kulturellen Faktoren entwickelten, hält er für vollkommen falsch, ebenso wie die Theorie eines Dritten Geschlechts. Die Entwicklung erotischer Wünsche ist seiner Meinung nach „unausweichlich auf das andere Geschlecht gerichtet, so dass ein psychologisch und biologisch reifer Mensch ausschließlich heterosexuelle Interessen haben wird“. Er anerkennt das biologische Prinzip der Finalität. Da die Natur keine verschiedenen Varianten einer Spezies hervorbringe, die keinen Sinn und keine Überlebenschancen hätten, ist für ihn alles von der Norm abweichende Sexualverhalten als Degeneration der gesunden Norm zu betrachten oder Ausdruck normaler Individuen, die in irgendeiner Form an einer Krankheit oder Störung litten. Homosexualität erweist sich für ihn „zum Glück“ nicht als das Ergebnis einer Degeneration, sondern als eine funktionelle Störung in einem grundsätzlich normalen Individuum.
In der Tierwelt muss für ihn homosexuelles Verhalten in Abhängigkeit von anderen als allein sexuellen Trieben erklärt werden, und er führt die Beispiele soziale Dominanz oder Neutralisierung von Aggressionen nach D. J. West (1960) und Irenäus Eibl-Eibesfeldt (1970) an. Er meint, dass man in der Tierwelt keiner Homosexualität, also erotischer Präferenz für gleichgeschlechtliche Partner, die mit einer beträchtlichen Minderung des Interesses am anderen Geschlecht einhergeht, begegnet. Diese Ansichten über die Tierwelt sind inzwischen vielfach widerlegt.
Spontanes homosexuelles Verhalten, definiert als exklusive gleichgeschlechtliche Sexualpräferenz, erscheint in Tierarten jedoch rar zu sein, trotz des Fakts, dass homosexuelle Verhaltensweisen (...) regelmäßig in hunderten von Spezies zu beobachten sind (...).
Homosexuelle entsprechen seiner Ansicht nach eher dem Typ des „Weicheis“ als dem des übermaskulinen Bodybuilders, und der Film Brokeback Mountain sei eine unwirkliche Propaganda, die die Gesellschaft noch mehr verwirre, „die gesunde Abneigung gegen praktizierte Homosexualität“ dämpfe und es schwieriger mache, gegen Homosexualität Stellung zu nehmen, ohne gesellschaftlich isoliert zu werden. Filme wie diese bekämen vor allem wegen des Themas Preise, egal wie gut sie handwerklich gemacht seien.
Da Homosexualität seiner Ansicht nach eine neurotische Störung sei und keine biologische Grundlage habe, solle man Homosexuellen nicht dieselben Rechte geben, da man ihnen damit nicht helfe.

„Anstatt an der Beseitigung der Störung zu arbeiten, bestärkt man sie in ihrem Persönlichkeitsdefekt. […] Vordringlichste Aufgabe ist meiner Ansicht nach, die Unwahrheiten und unhaltbaren Behauptungen der Homosexuellen-Bewegung öffentlich zu entlarven und über die wahren Hintergründe von Homosexualität zu informieren.“

## Kritik
Homosexuelle und manche heterosexuelle Autoren können seine für ihn explizit allgemeingültigen Beschreibungen des homosexuellen Menschen in ihrer Erfahrung nicht nachvollziehen.

„Auch wenn entsprechende therapeutische Beobachtungen nicht komplett in Abrede gestellt werden sollen, betreffen sie eben nach aller Erfahrung nicht einfach alle Homosexuelle, schon gar nicht solche, die jahrelang in stabilen und glücklichen Beziehungen leben.“

Andere Betroffene sind nach Lesen des Buches Das Drama des gewöhnlichen Homosexuellen der Meinung, dass

„Herr Aardweg nicht nur durchgängig kränkend, beleidigend und diskriminierend gegen Homosexuelle agiert, sondern auch inkompetent und lebensfremd in Sachen Homosexualität ist. […] Was bei heterosexuellen Menschen an Negativem tagtäglich geschieht, blendet Herr A. aus und fokussiert, was an Negativem auf sexuellem Gebiet passiert, ganz selbstverständlich auf Homos und unterstellt es natürlich nur ihnen, auch wenn es mit Homosexualität selber rein gar nichts zu tun hat. […] Was bei Heterosexuellen als normale, gesunde Reaktion nicht hinterfragt würde, ist für Herrn A. bei Schwulen ganz selbstverständlich und automatisch neurotisch. […] Ich fühle mich als Schwuler fast nirgends angesprochen und finde mich kaum an einer Stelle wieder. Und ich kenne genügend Schwule, von denen ich sicher bin, dass sie das genau so sehen.“

In seiner kritischen Auseinandersetzung mit der von Aardweg vorgeschlagenen „Heilbehandlung“ homosexueller Menschen bemerkt der Sozialethiker Gerhard Schreiber:

„Wer vor dem Hintergrund des gegenwärtigen humanwissenschaftlichen Forschungs- und Diskussionsstandes noch immer ernsthaft behauptet, die sexuelle Orientierung eines Menschen […] könne Resultat von ‚Verführung‘ sein […], offenbart nicht nur eine erstaunliche Gleichgültigkeit gegenüber dem wissenschaftlichen State of the Art, sondern müsste […] auch konsequenterweise annehmen, eine Frau könne vom bloßen Ansehen schwanger werden.“

Homosexuellenverbände wie der LSVD verurteilen seine Beispiele bei den Therapieempfehlungen zur Hyperdramatisierung (Provokative Therapie) gegen das laut Aardweg in jedem Homosexuellen sitzende kindliche Selbstmitleid (Inneres Kind), über die man dann letztendlich lachen soll. Wenn dies einmal erreicht ist, soll es „Gegenmittel mit Sofortwirkung“ gegen neurotische Klagen und Zwänge sein.

## Arbeiten
- “Heymans” factors in children. Ned Tijdschr Psychol., 1961, 16, S. 292–301
- Auto-psychodrama. Theory and therapy of neuroses by the J.L. Arndt method. Ned Tijdschr Psychol., 1962, 17, S. 561–584
- Autopsychodrama: Theory and Therapy of Neurosis according to J. L. Arndt. Am J Psychother, April 1964, 18, S. 259–271
- Homofilie, neurose en dwangzelfbeklag: een psychologische theorie over homofilie, toegelicht met een analyse van leven en werk van André Gide. Polak en Van Gennep, 1967
- Mannelijke homosexualiteit en psychologische tests (Male homosexuality and psychological tests), Nederlands Tijdschrift voor de Psychologie, Jänner/Februar 1964, 19, S. 79–96
engl.: Male Homosexuality and Psychological Tests, International Mental Health Research Newsletter, New York 1969, 11, S. 7–11
- De neurose van Couperus (The Neurosis of Couperus). Nederlands Tijdschrift voor de Psychologie, Mai 1965, 20, S. 293–307
- Homofilie en klachtenlijsten: een overzicht van de gegevens (Homophilia and Lists of Complaints: A Review of the Evidence). Nederlands Tijdschrift voor de Psychologie, 1967, 22, S. 687–695
- Homofilie, neurose en dwangzelfbeklag (Homophilia, Neurosis and the Compulsion to Complain). Polak & Van Gennep, Amsterdam 1967
- Dissertation: Homofilie, neurose en dwangzelfbeklag. Polak en Van Gennep, Amsterdam 1967
- Homofilie en dwangzelfbeklag. Opmerkingen over twee critieken. Maandblad Geestelijke volksgezondheid Nr. 23, 1968, 1, S. 28–29
- A Grief Theory of Homosexuality. American Journal of Psychotherapy, Jänner 1972, 26, S. 52–68
- Homossexuais masculinos em tratamento (Männliche Homosexualität in Behandlung), Boletim de Psicologia, São Paulo 1972, 24, S. 155–171
- De factor „klaagziekte“, neurose en homofilie (The Factor “Complaining Sickness”, Neurosis, and Homophilia). Psychologica Belgica, 1973, 13, S. 295–311
- Neurotic Self-Pity (1978)
- Homofiele pressie op het N.I.P. De Psycholoog 16, 1981, 11, S. 774–776
- J. Bonda: Een netelig vraagwtuk: Homofilie, geloof en psychologie (A Thorny Problem? Homophilia, Faith, and Psychology). Callenbach, Nijkerk 1981
- Opvoeden tot jongen, opvoeden tot meisje (Educate to boy, educate to little girl). Klub Lariks, Amsterdam 1983
- Une réhabilitation psychologique: Jeanne d’Arc. Revue Catholique Internationale, 1983, Band 8, Nr. 1, Communio Paris, S. 80–91
- Married and Children (niederländisch), 1984
- Parents of Homosexuals: Not Guilty? Interpretation of Childhood Psychological Data. American Journal of Psychotherapy 38(2), April 1984, S. 180–189
- Gaardheid of scheefgroei? (Inherentness or Stunted Growth?) Tabor, Brügge 1984
- Das Drama des gewöhnlichen Homosexuellen: Analyse u. Therapie (übersetzt von Ingrid Elgert). Hänssler, Neuhausen-Stuttgart 1985, weitere Auflagen: 1992, 1995, ISBN 3-7751-0983-8
Internationaler Titel: Homosexuality as a disease of self-pity
- Omosessualità e speranza, terapia e guarigione nell’esperienza di uno psicologo. Edizioni Ares, Mailand 1985, 1995, 1999 ISBN 88-8155-005-9
International: Homosexuality and hope (a psychologist talks about treatment and change). Servant Pubns, 1985, ISBN 0-89283-265-7
- On the Origins and Treatment of Homosexuality: A Psychoanalytic Reinterpretation – A Psychoanalytic Approach. Greenwood Press, 1985, ISBN 0-275-90233-1
- Male Homosexuality and the Neuroticism Factor: An Analysis of Research Outcome. Dynamic Psychotherapy, 1985, 3, ISSN 0736-508X, S. 79–87
- Homosexuality and Hope: A Psychologist Talks About Treatment and Change. Servant Pubns, 1985, ISBN 0-89283-265-7
- Getrouwd en kinderen in deze jaren tachtig: christelijk-psychologische beschouwingen over huwelijk en opvoeding. Tabor, Brugge 1986
- Geaardheid of scheefgroei?: een psychologische kijk op homofilie. Tabor, Brugge 1987
- Fatima, 1917. De grootste ‘paranormale’ Gebeurtenis uit de moderne Geschiedenis. Tabor, Brügge 1988, Neuauflage 1997
- Erziehungsziel Glück: moralische Erziehung aus psychologischer Sicht. Adamas-Verlag, Köln 1989, ISBN 3-925746-37-4
- mit Bruno Hamann, Johannes B. Torelló, Gabriele Plettenberg und Fördergemeinschaft f. Schulen in freier Trägerschaft e. V. als Herausgeber: Personale Erziehung. Adamas-Verlag, Köln 1990, ISBN 3-925746-40-4
- mit W.G.M. Witkam: Achterhaald atheïsme: natuurwetenschappen, psychologie en het Godsbestaan. Colomba, Oegstgeest 1992
- Beitrag in: Roland Werner (Hrsg.): Homosexualität und Seelsorge. Brendow, Moers 1993
- L’omosessualità si può curare? S. 43, Omosessualità: verso la liberazione, S. 810, beide in: Studi Cattolici, anno XXXVII (= Jg. 37), Nr. 394, Dezember 1993
- Obsolete Atheism (niederländisch), 1994
- «Matrimonio» omosessuale & affidamento a omosessuali. In: Studi cattolici, 449/50 (1998), S. 499–507
  - Selbsttherapie von Homosexualität: Leitfaden für Betroffene und Berater. Hänssler, Neuhausen-Stuttgart 1996, 2. Auflage: 1999, ISBN 3-7751-2469-1
The Battle for Normality: Self-Therapy for Homosexual Persons. Ignatius Press, 1997, ISBN 0-89870-614-9
Terapie homosexuality. Rádce pro postižené a poradce. (Memento vom 7. September 2012 im Internet Archive) Hnutí pro život ČR für Verein Exodus, 2003, tschechisches Vorwort Iva Šípová. ISBN 80-239-1403-0
Una strada per il domani – Guida all’auto-terapia dell’omosessualità. Città nuova, Rom 2004
- Un motivato NO al «matrimonio omosessuale». Studi cattolici, Nr. 517 (2004), S. 164–186
- La terapia riparativa dell’omosessualità – Colloquio con Gerard J. M. van den Aardweg a cura di Roberto Marchesini, Studi Cattolici, 535 September 2005, S. 616–622
- mit Joachim Meisner und Georg Kamphausen: Seelsorge am Anfang? Perspektiven der Neuevangelisierung. ISBN 3-88096-874-8